# Додавання матриць
У математиці, додавання матриць — це операція додавання двох матриць, що розраховується за допомогою додавання відповідних елементів. Однак існують й інші операції, які також можуть розглядатися як додавання матриць: пряма сума[⇨] та сума Кронекера.

## Процес додавання
Для додавання дві матриці повинні мати відповідну кількість рядків та стовпчиків. Сумою двох матриць A та B буде матриця з такою ж кількістю рядків та стовпців, що й у початкових матрицях. Сума A та B, що записується як A + B, розраховується за допомогою додавання відповідних елементів A та B:
{\displaystyle {\begin{aligned}\mathbf {A} +\mathbf {B} &={\begin{bmatrix}a_{11}&a_{12}&\cdots &a_{1n}\\a_{21}&a_{22}&\cdots &a_{2n}\\\vdots &\vdots &\ddots &\vdots \\a_{m1}&a_{m2}&\cdots &a_{mn}\\\end{bmatrix}}+{\begin{bmatrix}b_{11}&b_{12}&\cdots &b_{1n}\\b_{21}&b_{22}&\cdots &b_{2n}\\\vdots &\vdots &\ddots &\vdots \\b_{m1}&b_{m2}&\cdots &b_{mn}\\\end{bmatrix}}\\&={\begin{bmatrix}a_{11}+b_{11}&a_{12}+b_{12}&\cdots &a_{1n}+b_{1n}\\a_{21}+b_{21}&a_{22}+b_{22}&\cdots &a_{2n}+b_{2n}\\\vdots &\vdots &\ddots &\vdots \\a_{m1}+b_{m1}&a_{m2}+b_{m2}&\cdots &a_{mn}+b_{mn}\\\end{bmatrix}}\\\end{aligned}}\,\!}
Наприклад:
{\displaystyle {\begin{bmatrix}1&8\\0&7\\9&8\end{bmatrix}}+{\begin{bmatrix}0&0\\2&2\\0&1\end{bmatrix}}={\begin{bmatrix}1+0&8+0\\0+2&7+2\\9+0&8+1\end{bmatrix}}={\begin{bmatrix}1&8\\2&9\\9&9\end{bmatrix}}}
Також можна відняти одну матрицю від іншої, якщо вони мають однаковий розмір. A − B розраховується як віднімання відповідних елементів A та B. Матриця, що утвориться в результаті, буде мати такий самий розмір, як і A та B. Наприклад:
{\displaystyle {\begin{bmatrix}1&7\\1&2\\9&8\end{bmatrix}}-{\begin{bmatrix}0&5\\0&5\\9&7\end{bmatrix}}={\begin{bmatrix}1-0&7-5\\1-0&2-5\\9-9&8-7\end{bmatrix}}={\begin{bmatrix}1&2\\1&-3\\0&1\end{bmatrix}}}
Основні властивості операцій додавання матриць:
- A + B = B + A (комутативність).
- A + (B + C) = (A + B) + C (асоціативність).
- A + 0 = A, при будь-якій матриці. Для будь-якої матриці A існує протилежна матриця (-A), така, що A + (-A) = 0.

## Пряма сума
Іншою операцією, що використовується рідше, є пряма сума (позначається ⊕). Зверніть увагу, що сума Кронекера також позначається ⊕; зрозуміти, яка операція мається на увазі, зазвичай можна з контексту. Пряма сума будь-якої пари матриць A розміру m × n та B розміру p × q — це матриця розміру (m + p) × (n + q), що визначається як
{\displaystyle \mathbf {A} \oplus \mathbf {B} ={\begin{bmatrix}\mathbf {A} &{\boldsymbol {0}}\\{\boldsymbol {0}}&\mathbf {B} \end{bmatrix}}={\begin{bmatrix}a_{11}&\cdots &a_{1n}&0&\cdots &0\\\vdots &\ddots &\vdots &\vdots &\ddots &\vdots \\a_{m1}&\cdots &a_{mn}&0&\cdots &0\\0&\cdots &0&b_{11}&\cdots &b_{1q}\\\vdots &\ddots &\vdots &\vdots &\ddots &\vdots \\0&\cdots &0&b_{p1}&\cdots &b_{pq}\end{bmatrix}}}
Наприклад,
{\displaystyle {\begin{bmatrix}1&3&2\\2&3&1\end{bmatrix}}\oplus {\begin{bmatrix}1&6\\0&1\end{bmatrix}}={\begin{bmatrix}1&3&2&0&0\\2&3&1&0&0\\0&0&0&1&6\\0&0&0&0&1\end{bmatrix}}}
Прямою сумою матриць є спеціальний вид блочної матриці, зокрема пряма сума квадратних матриць — блочна діагональна матриця.
Загалом, пряма сума n матриць визначається як:
{\displaystyle \bigoplus _{i=1}^{n}\mathbf {A} _{i}={\rm {diag}}(\mathbf {A} _{1},\mathbf {A} _{2},\mathbf {A} _{3}\cdots \mathbf {A} _{n})={\begin{bmatrix}\mathbf {A} _{1}&{\boldsymbol {0}}&\cdots &{\boldsymbol {0}}\\{\boldsymbol {0}}&\mathbf {A} _{2}&\cdots &{\boldsymbol {0}}\\\vdots &\vdots &\ddots &\vdots \\{\boldsymbol {0}}&{\boldsymbol {0}}&\cdots &\mathbf {A} _{n}\\\end{bmatrix}}\,\!}
де нулі є фактично блоками нулів, тобто нульовими матрицями.

## Сума Кронекера
Сума Кронекера відрізняється від прямої суми, але також позначається ⊕. Вона розраховується за допомогою добутка Кронекера ⊗ та звичайного додавання матриць. Якщо A — матриця розміру n×n, B — матриця розміру m×m і {\displaystyle I_{k}} — одинична матриця розміру k×k тоді ми можемо визначити суму Кронекера {\displaystyle \oplus } як
{\displaystyle \mathbf {A} \oplus \mathbf {B} =\mathbf {A} \otimes \mathbf {I} _{m}+\mathbf {I} _{n}\otimes \mathbf {B} .}